# Isla Guaraqueçaba
Isla Guaraqueçaba (en portugués: Ilha Guaraqueçaba) es una isla brasileña situada en la costa norte de Paraná, a unos 200 kilómetros de Curitiba. La isla pertenece al municipio de Guaraqueçaba.
La isla se encuentra deshabitada.